# 新情報セキュリティ技術研究会
新情報セキュリティ技術研究会（しんじょうほうセキュリティぎじゅつけんきゅうかい、略称 IST）とは、 2001年9月27日に設立された、電磁波対策のための民間団体である。NTTデータをはじめとする40数社のIT関連企業、および大学関係者が参加している。
情報機器から漏出する、微弱な電磁波から情報が漏洩する可能性、また、外部から強い電磁波をあてることで情報機器を誤動作させられる可能性について、関係する情報の調査、技術の検討と対策、社会への啓蒙を目的としている。

## ISTが挙げるキーワード
新情報セキュリティ技術研究会は、電磁波に関するセキュリティ上の問題を、機器から放射される電磁波によるものと侵入する電磁波によるものの2つに分類し、以下のキーワードを挙げて、潜在的な危険性を説明している。また、それらに関する情報調査と許容値や減衰させるための対策技術を検討し、ガイドラインの作成を行っている。
以下のキーワードについての解説は、IST が出した見解を元にしたものである。情報管理面において電磁波使用がはらむ一般的な危険性については、項目: 漏洩電磁波 などを参照されたい。

### 「漏洩電磁波」
IST が示す「漏洩電磁波」とは、情報機器の内部情報を含む電磁波で、情報機器から非意図的に漏れるものを指す。特に、日本の情報機器が原則として守っている VCCI の規制値以下の微弱な電磁波であっても、特殊な装置により受信・分析することで情報機器内部の情報を取得でき、第三者に情報が漏洩する可能性（電磁波盗聴）が挙げられている。

VCCIとは、国際無線障害特別委員会 (CISPR) による規格を受けて日本につくられた、VCCI協会（旧・情報処理装置等電波障害自主規制協議会）のこと。

### 「侵入電磁波」
IST が示す「侵入電磁波」とは、第三者が意図的に外部から強力な電磁波をあてることで情報機器を誤動作あるいは故障させる、攻撃手段としての電磁波を指す。